# کربرا د یبرگات
کربرا د یبرگات (به اسپانیایی: Corbera de Llobregat) یک شهرستان در اسپانیا است که در استان بارسلون واقع شده‌است.

## خصوصیات
کربرا د یبرگات ۱۸٫۴۴ کیلومترمربع مساحت و ۱۳٬۴۳۵ نفر جمعیت دارد و ۳۴۲ متر بالاتر از سطح دریا واقع شده‌است.